# Glacera Perito Moreno

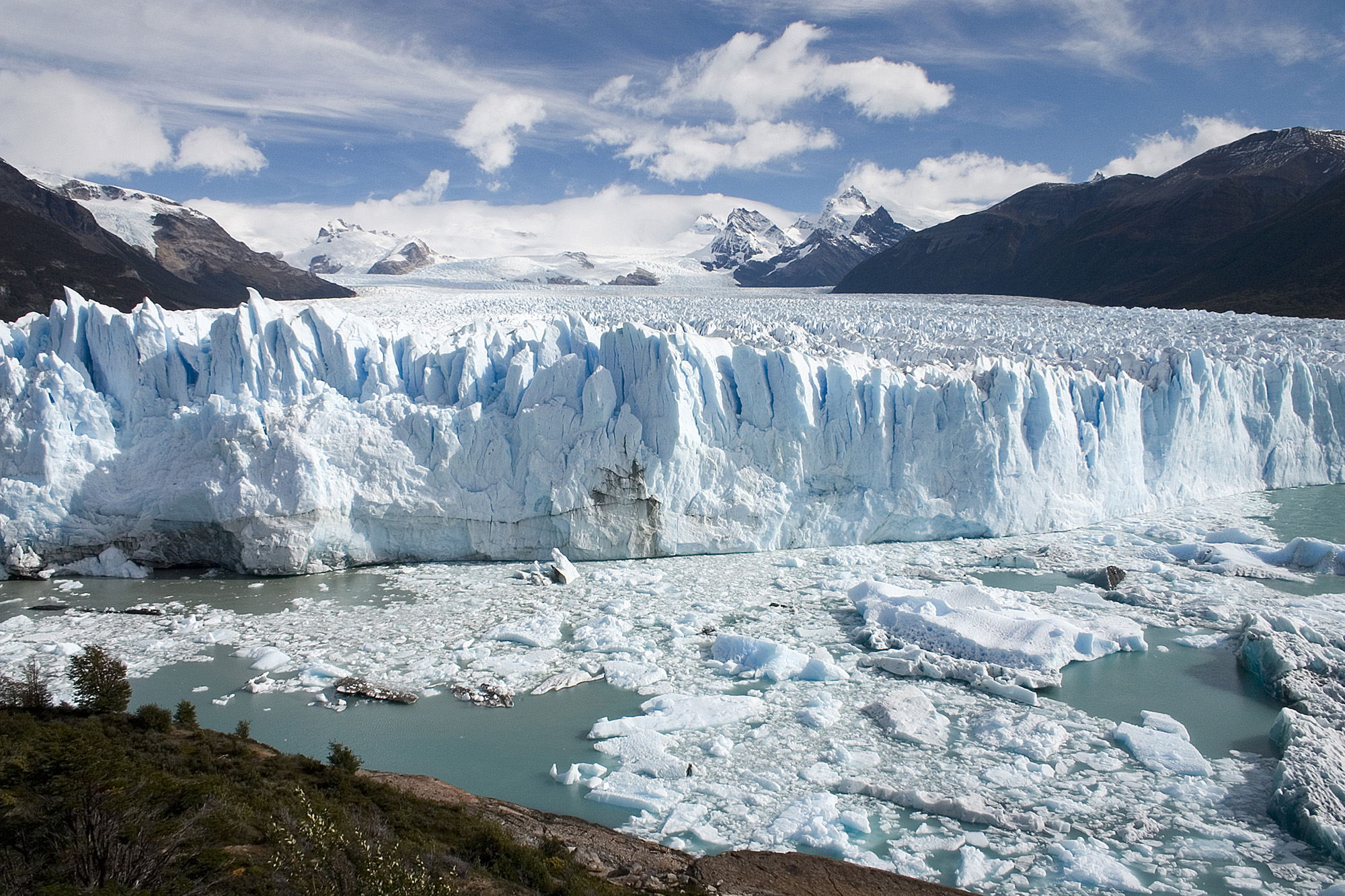
Glacera Perito Moreno

La glacera Perito Moreno està situada a l'Argentina i Xile, entre els 47° i 51° de latitud sud, i neix del camp de gel patagó sud, compartit per Argentina i Xile. És una de les glaceres més imponents del món, i es considera un dels espectacles naturals més impressionants. Situada en una zona envoltada de boscos i muntanyes, queda dintre del Parc Nacional Los Glaciares, creat el 1937 a la província de Santa Cruz, al sud de la República argentina. Aquest parc, de 724.000 ha, té en total 356 glaceres.
Es troba enfront de la península de Magallanes, al sud del parc nacional, a uns 80 km de la localitat d'El Calafate.
La glacera s'estén sobre el braç sud del llac Argentino, amb un front de cinc quilòmetres de longitud i 150 metres d'alçada (dels quals 60 estan emergits). Batejada amb aquest nom en honor de Francisco Moreno, creador de la Societat Científica Argentina i actiu explorador de la zona austral d'aquest país durant el segle xix, és una de les reserves d'aigua dolça més importants del món.
En el seu avanç, tanca les aigües del Brazo Rico del llac Argentino, i provoca que les aigües s'elevin fins a 30 metres sobre el del llac Argentino, fent pressió sobre els gels. En primer lloc, es crea un túnel amb una volta de més de 50 metres pel qual les aigües del Brazo Rico descendeixen fins al llac Argentino. L'erosió causada per l'aigua provoca finalment el col·lapse de la volta, en un dels espectacles més imposants que puguin presenciar-se.
La glacera Perito Moreno té una velocitat, mesurada en uns 4 km del front, d'aproximadament 2 m per dia, és a dir, al voltant de 700 m per any.

## Ruptura
La pressió del pes del gel empeny lentament la glacera sobre el fiord interior del llac Argentino fins a arribar a la costa de la península de Magallanes i dividint el llac en una zona anomenada Brazo Rico per una banda i el canal dels Témpanos per l’altra. Sense sortida, el nivell de l'aigua al costat del llac Brazo Rico pot elevar-se fins a 30 metres per sobre del nivell del cos principal del llac Argentino. De manera intermitent, la pressió produïda per l’alçada de l’aigua embassada travessa la barrera de gel provocant una ruptura espectacular, enviant un massiu vessament d’aigua des del tram de Brazo Rico al cos principal del llac Argentino i el riu Santa Cruz. A mesura que l'aigua surt de Brazo Rico, la línia de costa marcada queda exposada, mostrant evidències de l'alçada de l'acumulació d'aigua. Aquest cicle presa-pont de gel-trencament es repeteix de manera natural entre una vegada a l'any i, almenys, una vegada cada dècada.
La glacera avança entre juny i desembre i retrocedeix entre desembre i abril. La formació d'una barrera de gel és un procés complex, ja que hi ha un mecanisme de retroalimentació entre la glacera i el llac, que afecta les oscil·lacions de la posició del front glacial d'una manera bastant estable.
S'han observat diferents comportaments durant l’ompliment i en els processos de descàrrega de l’aigua, que s'han classificat en tres tipus: esclat sobtat, progressiu i menor. En un cas de tipus sobtat, la descàrrega màxima pot arribar als 8.000 m³ per segon, mentre que un esdeveniment més petit només evacua 123 m³.
Les ruptures no tenen una periodicitat específica. Tradicionalment, es calculava un cada tres o quatre anys, però hi ha hagut ocasions en què es van produir en períodes més curts i d'altres en què no es va produir durant molts anys, causant temors que el fenomen podria haver deixat de produir-se.
Les ruptures es van produir els anys 1917, 1935, 1940, 1942, 1947, 1952, 1953, 1956, 1960, 1963, 1966, 1970, 1972, 1975, 1977, 1980, 1984, 1988, 2004, 2006, 2008, 2012, 2013 (dos esdeveniments, un al gener i un al desembre), 2016, 2018 i 2019.

## Imatges

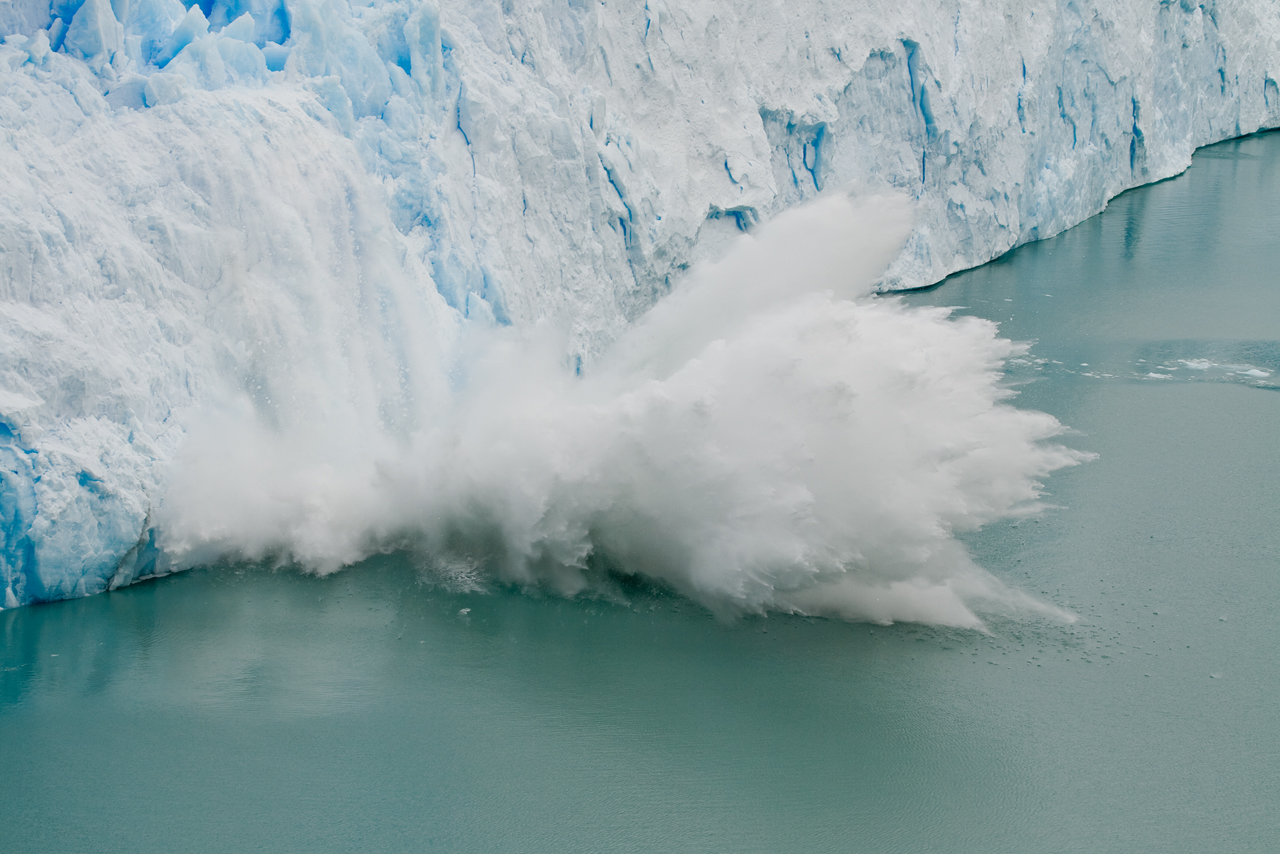
Un gran tros de gel s'esfondra a mesura que avança la glacera
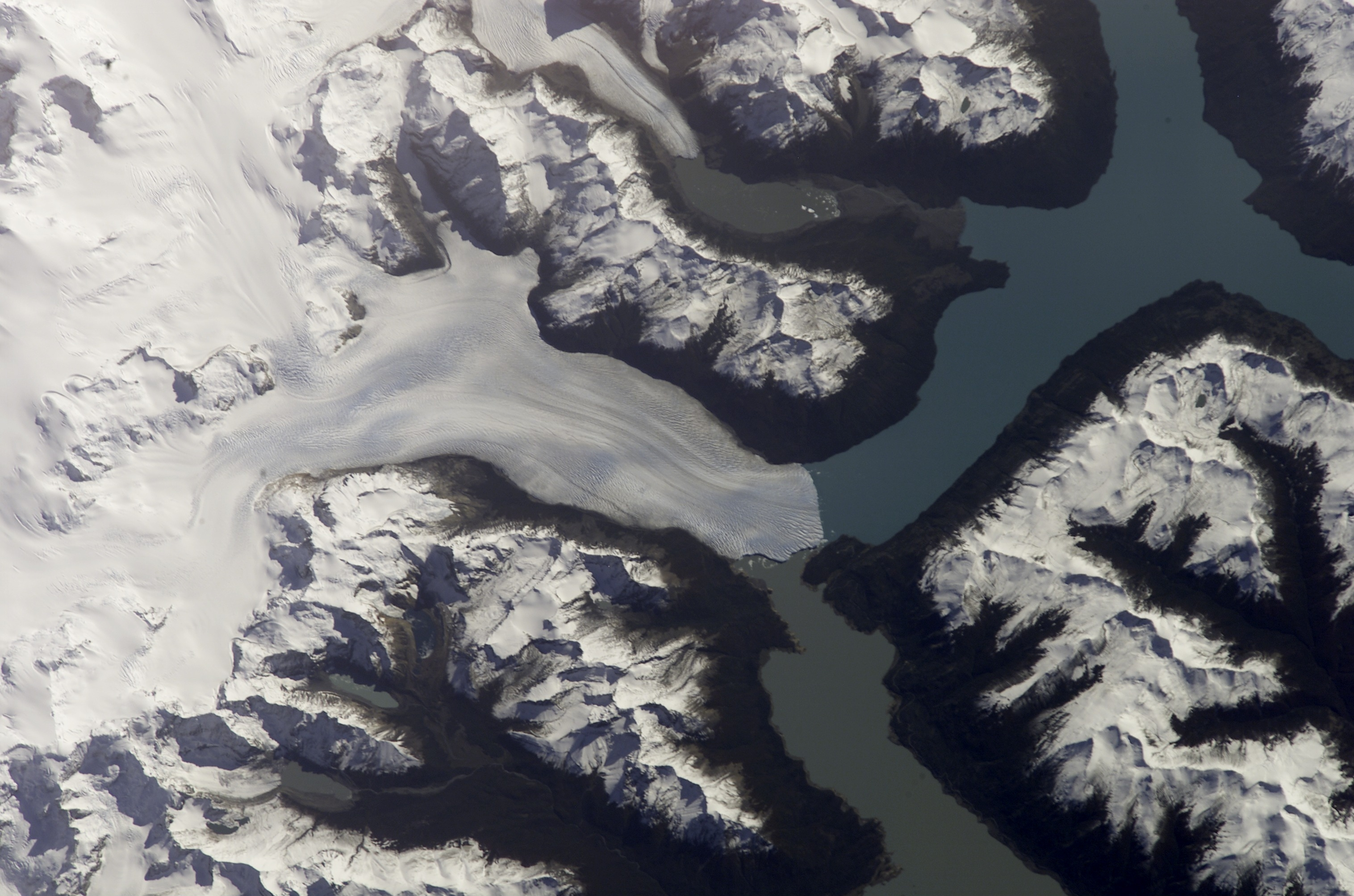
La glacera a vista de satèl·lit
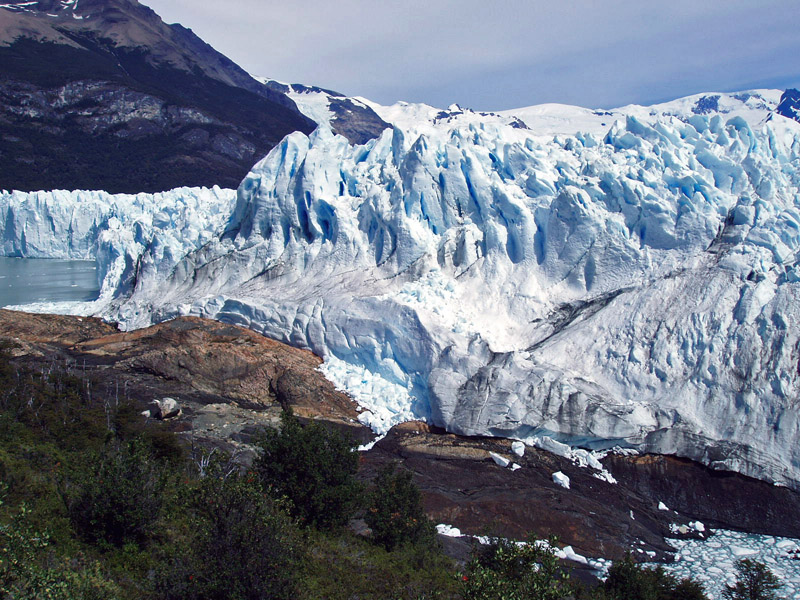
El front de la glacera sobre el llac abans de l'esfondrament del 2004
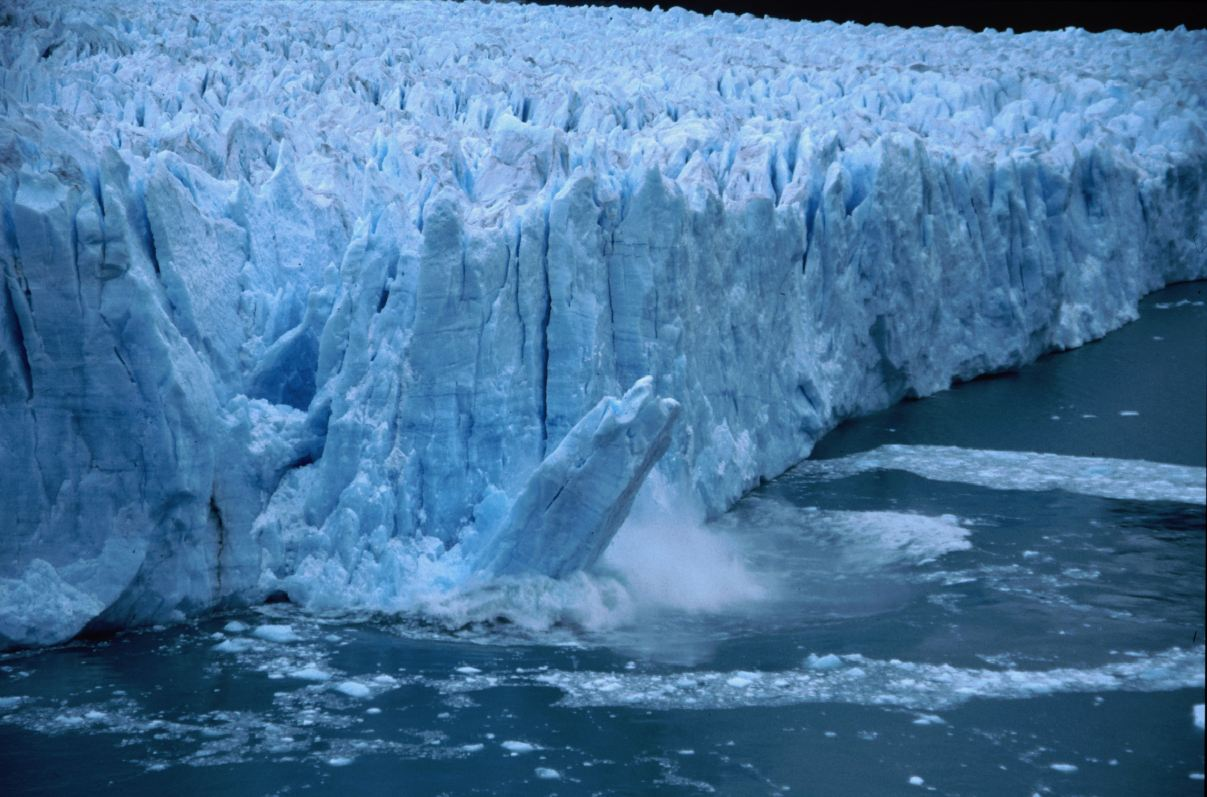
Esfondrament localitzat al front de la glacera
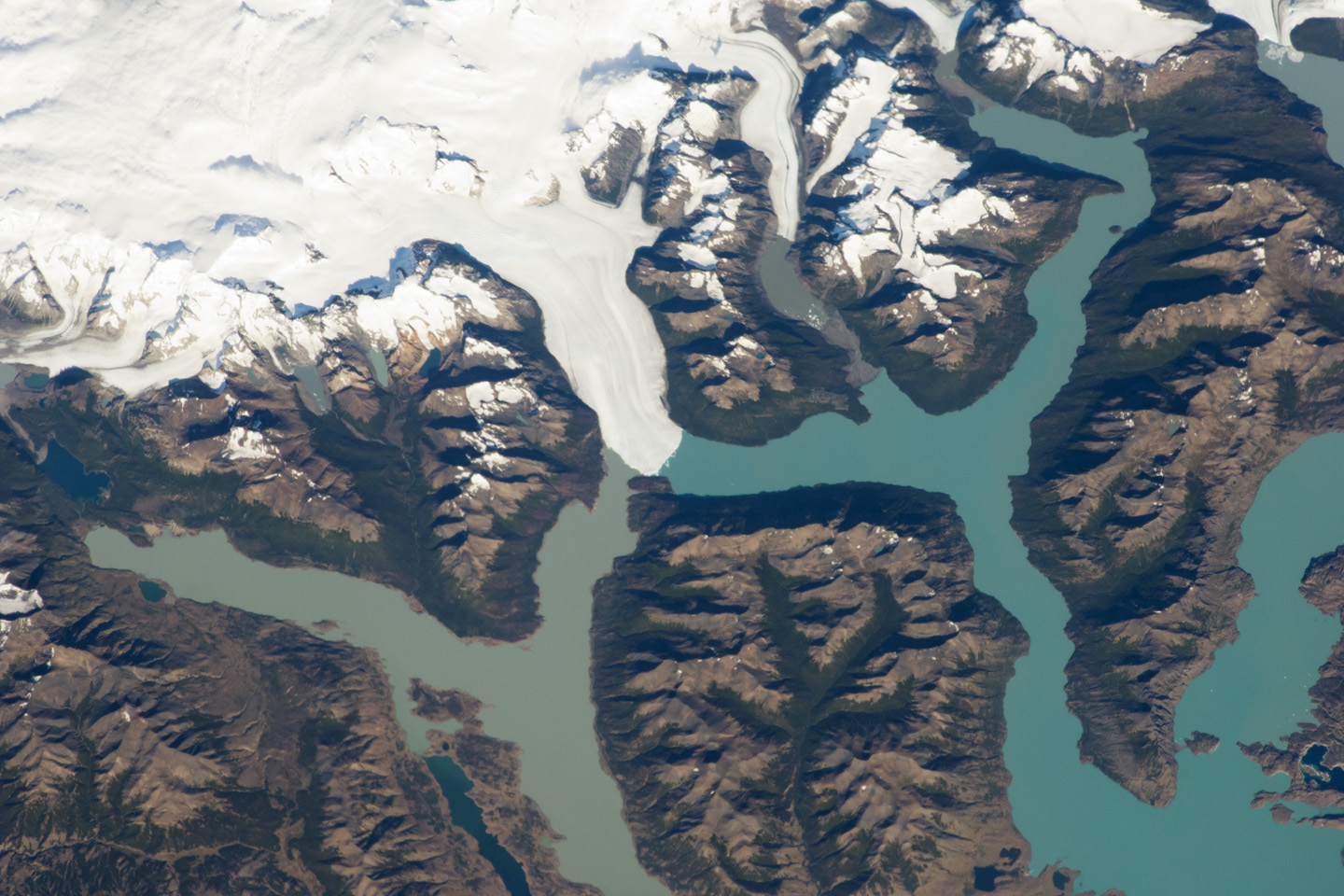
La glacera a vista de satèl·lit (2012)
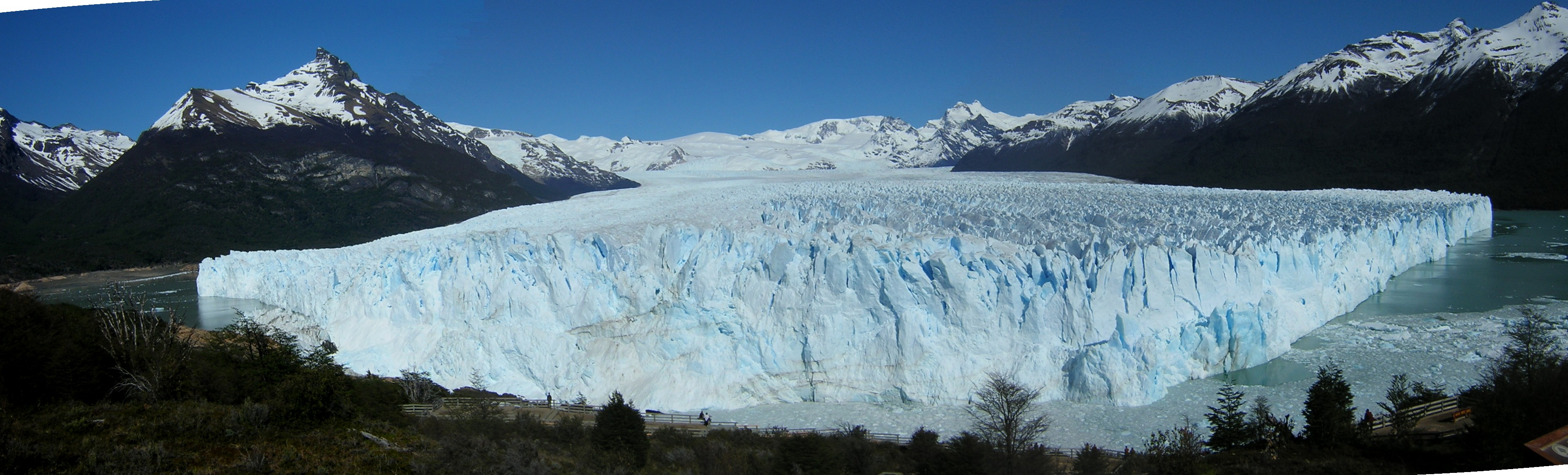
La glacera Perito Moreno a la Patagònia